# Лафонтен, Филипп
Фили́пп Лафонте́н (фр. Philippe Lafontaine; род. 24 мая 1955, Шарлеруа, Бельгия) — бельгийский певец и композитор.

## Биография
Родился в бельгийском Шарлеруа. Некоторое время учился в иезуитском колледже, который покинул, чтобы начать музыкальную карьеру.
В 1978 выпустил первый студийный альбом «Où..?» и первый сингл «Cœur de Loup». Песня была переиздана в  1989 году и в переработанной версии две недели занимала первую строчку национального хит-парада Франции (в Бельгии сингл занял 44 строчку).
В 1989 году выпустил сингл «Alexis m’attend» с оригинальным французским текстом и музыкой, идентичной музыке песни Алексея Максимова «День рождения». Музыкальный рисунок припева у Лафонтена был несколько изменён. Взаимоотношения Максимова и Лафонтена в связи с авторским правом на эту песню остались не прояснёнными. Лафонтен исполнял песню на протяжении всей своей карьеры.
5 мая 1990 года Лафонтен представлял Бельгию на конкурсе песни «Евровидение» с песней «Macédomienne». Название песни намекало на национальность его македонской жены. По итогам конкурса занял 12 место. В виде сингла песня вышла лишь спустя несколько лет, причём деньги от продажи  исполнитель направил в помощь беженцам из Боснии и Герцеговины.

## Студийные альбомы
- Où..? (1978)
- Pourvu Que Ca Roule (1981)
- Charmez (1987)
- Fa Ma No Ni Ma (1989)
- Affaire (À Suivre) (1988)
- Machine À Larmes (1992)
- D'ici (1994)
- Folklores Imagninaires (1996)
- Compilation Attitudes (1997)
- Pour Toujours (1998)
- Fond De Scene Live (1999)
- De L'autre Rive (2003)

## Синглы
- 1978 — «Cœur de Loup» (первое издание; сторона «Б» — «Et Dire»)
- 1980 — Bronzé bronzé
- 1981 — Je ne crie pas, je ne pleure pas
- 1981 — Dis-le moi
- 1987 — Paramour
- 1989 — Cœur de loup (второе издание)
- 1989 — «Alexis m'attend»
- 1990 — FA MA NO NI MA
- 1990 — Macédomienne
- 1992 — L'amant tequila
- 1992 — Machine à larmes
- 1994 — L'hymne à la boule
- 1994 — Venez Venez Zuela
- 1995 — Eiaio
- 1995 — Si...
- 1998 — Bibi debraye